# Нідерлауер
Нідерлауер (нім. Niederlauer) — громада в Німеччині, розташована в землі Баварія. Підпорядковується адміністративному округу Нижня Франконія. Входить до складу району Рен-Грабфельд. Складова частина об'єднання громад Бад-Нойштадт-ан-дер-Заале.
Площа — 9,07 км2. Населення становить 1671 ос. (станом на 31 грудня 2020).